# Resolutie 2079 Algemene Vergadering Verenigde Naties
 Resolutie 2079 van de Algemene Vergadering van de Verenigde Naties werd op initiatief van El Salvador, Ierland, Maleisië, Malta, Nicaragua, de Filipijnen en Thailand werd op 18 december 1965 aangenomen. Dit aannemen gebeurde met een meerderheid van 43 tegen 26 stemmen en 22 onthoudingen.

## Achtergrond
In 1950 bezette de pas opgerichte Volksrepubliek China Tibet. Honderdduizenden Tibetanen vluchtten in de volgende jaren naar het buitenland terwijl de Chinezen begonnen met de eliminatie van de Tibetaanse cultuur en religie in Tibet en de migratie van Chinezen naar Tibet. Een rapport van het Internationaal Gerechtshof sprak over schendingen van de mensenrechten, martelingen, hongersnood en dwangarbeid.

## Inhoud
De Algemene Vergadering dacht aan de fundamentele mensenrechten en vrijheden vooropgesteld in het Handvest van de Verenigde Naties en de Universele verklaring van de rechten van de mens. Ze herbevestigde de resoluties 1353 (XIV) en 1723 (XVI).
De Algemene Vergadering was erg bezorgd om de voortdurende schending van de rechten van de Tibetanen en de onderdrukking van hun culturele en religieuze leven waarvan de diaspora van vluchtelingen naar buurlanden het bewijs vormde. Ze betreurde de voortdurende schending van de fundamentele rechten en vrijheden van de Tibetanen, en bevestigde nogmaals dat het respecteren van het Handvest en de Universele Verklaring essentieel was voor de totstandkoming van een vreedzame wereldorde gebaseerd op de rechtsstaat.
De Algemene Vergadering was ervan overtuigd dat de schendingen van de mensenrechten in Tibet en de onderdrukking van de cultuur en religie van het Tibetaanse volk de internationale spanningen zouden doen verergeren en dat de relaties tussen de volkeren hierdoor zouden verslechteren. Ze riep nogmaals op om alle praktijken die de Tibetanen beroven van de rechten en vrijheden die ze altijd hebben gekend te beëindigen, en deed een oproep aan alle landen om hun best te doen teneinde deze resolutie te verwezenlijken.

## Verwante resoluties
- Resolutie 1353 Algemene Vergadering Verenigde Naties
- Resolutie 1723 Algemene Vergadering Verenigde Naties